# Park stanowy Jezioro Washoe
Park stanowy Jezioro Washoe (ang. Washoe Lake State Park) – park stanowy leżący 10 mil (ponad 16 km.) na północ od Carson City i 15 mil (24 140 km.) na południe od Reno w hrabstwie Washoe stanu Nevada.
Obejmuje jeziora Washoe oraz Little Washoe w centralnej części doliny o tej samej nazwie.
Do atrakcji należą: pejzaż gór Sierra Nevada, wędrówki, jazda konna, pikniki, windsurfing, narciarstwo wodne, katamaran i łowienie ryb.

## Historia
Miejscowa dolina zawsze dostarczała środków do życia dla okolicznych plemion indiańskich. Zimą jednak, konieczne były przenosiny na niziny.
W 1859 r. odkryto srebro na pobliskiej Comstock Lode (dzisiaj Virginia City), co sprowadziło tysiące kupców i górników. W tym samym roku, mormoni założyli niewielką osadę blisko Franktown, na zachód od jeziora. Wciąż można oglądać ruiny zakładu przetwórstwa rudy.
Trzynaście lat później powstała linia kolejowa łącząca z Carson City oraz biegnąca dookoła jeziora. Miasta podupadły, gdy zmieniła się koniunktura górnicza. Kolej zakończyła działalność w 1950 r.
W 1977 r. powstał park stanowy w celu ochrony zabytków oraz miejsc rekreacyjnych.

## Fauna
Występują m.in. jelenie, kojoty, orły, pelikany i wiele gatunków wędrownych ptaków. Sporadycznie można znaleźć grzechotniki.